# Gradiente de presión adverso

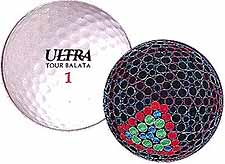
Hoyuelos de una bola golf, un ejemplo de formación de turbulencias locales mediante la generación de un gradiente de presión adverso, lo que contribuye a mejorar su sustentación y el alcance de los lanzamientos

En fluidodinámica, se produce un gradiente de presión adverso cuando la presión estática aumenta en la dirección del flujo. Matemáticamente esto se expresa como {\displaystyle dP/dx>0} para un flujo en la dirección positiva de {\displaystyle x}.

## Influencia sobre la capa límite
El incremento de presión es importante para determinar el comportamiento de la capa límite, puesto que aumentar la presión del fluido es similar a aumentar su energía potencial, lo que conlleva una energía cinética reducida y a un efecto de  deceleración del flujo. Dado que el fluido en la parte interior de la capa límite es más lento, se ve más afectado por el gradiente de presión creciente. Para un aumento de presión lo suficientemente grande, este fluido puede disminuir a velocidad cero o incluso invertir su sentido de circulación, causando una separación del flujo. Esto tiene consecuencias muy significativas en aerodinámica, ya que la separación de la capa límite modifica significativamente la distribución de presión en la superficie y por lo tanto las características de sustentación y de arrastre.Al incrementarse el ángulo de ataque de un perfil aerodinámico sucede un gradiente de presión adversa en el borde de fuga del extradós donde la presión crece tanto que la velocidad del flujo se anula o revierte creando la turbulencia y un aumento de la presión en el extradós que anula la sustentación.
Las capas límite en régimen turbulento tienden a ser capaces de soportar un gradiente de presión adverso mejor que una capa límite laminar equivalente. La mezcla más eficiente que se produce en una capa límite turbulenta transporta la energía cinética desde el borde de la capa límite al flujo de baja cantidad de movimiento situado junto a la superficie del obstáculo, a menudo evitando la separación que se produciría para una capa límite laminar en las mismas condiciones. Este hecho físico ha llevado a distintas soluciones para producir capas límite turbulentas cuando la separación de la capa límite es dominante con números de Reynolds altos. Los hoyuelos de una bola de golf, la pelusa de una pelota de tenis o las costuras en una de béisbol son buenos ejemplos. Las alas de los aviones a menudo se diseñan con generadores de vórtices en la superficie superior para producir una capa límite turbulenta.